# Cantó de Chéroy
El cantó de Chéroy és un cantó francès del departament del Yonne, situat al districte de Sens. Té 16 municipis i el cap és Chéroy.

## Municipis
- La Belliole
- Brannay
- Chéroy
- Courtoin
- Dollot
- Domats
- Fouchères
- Jouy
- Montacher-Villegardin
- Saint-Valérien
- Savigny-sur-Clairis
- Vallery
- Vernoy
- Villebougis
- Villeneuve-la-Dondagre
- Villeroy

## Història
| Data d'elecció                           | Identitat             | Partit           | Qualitat |
| ---------------------------------------- | --------------------- | ---------------- | -------- |
| 1951-1959                                | Philippe de Raincourt | RI               |          |
| 1959-1964                                | M. Boully             | Divers gauche    |          |
| 1964-1980                                | Jacques Piot          | RI, després UDR  |          |
| 1980-2008                                | Henri de Raincourt    | UDF, després UMP |          |
| 2008-                                    | Jean-Baptiste Lemoyne | UMP              |          |
| les dades anteriors no són pas conegudes |                       |                  |          |
|                                          |                       |                  |          |

## Demografia
| A partir de 1990: Població sense dobles comptes |